# Telmatoscopus calcaratus
Telmatoscopus calcaratus är en tvåvingeart som beskrevs av Duckhouse 1968. Telmatoscopus calcaratus ingår i släktet Telmatoscopus och familjen fjärilsmyggor. Inga underarter finns listade i Catalogue of Life.